# Sozialrecht (Deutschland)
Das Sozialrecht umfasst alle Rechtsnormen des öffentlichen Rechts, die der Absicherung sozialer Risiken wie insbesondere Krankheit, Pflegebedürftigkeit, Arbeits- und Einkommenslosigkeit, Alter oder Tod dienen. Der Begriff ist vergleichsweise neu und wird in Deutschland einheitlich erst seit den 1960er- bis 1980er-Jahren verwendet. In der davor liegenden Zeit, vom Ende des 19. Jahrhunderts bis zur Mitte des 20. Jahrhunderts, hatte man unter „Sozialrecht“ noch etwas ganz anderes verstanden, nämlich das, was man heute das Gesellschaftsrecht nennt, allerdings einschließlich des Rechts der juristischen Personen des öffentlichen Rechts.
Das Sozialrecht zählt zum Verwaltungsrecht. Sozialrechtliche Gesetze gewähren Ansprüche des Bürgers gegen bestimmte Sozialleistungsträger (Krankenkasse, Arbeitsagentur, Jobcenter, Rentenversicherung und weitere) auf Sachleistungen wie etwa Krankenbehandlung oder auf Geldleistungen wie die Grundsicherung oder eine Rente wegen Alters oder wegen Erwerbsminderung. Verfassungsrechtliche Grundlagen hierfür sind das Sozialstaatsprinzip und das materielle Rechtsstaatsprinzip des Grundgesetzes sowie das Grundrecht der Menschenwürde und der allgemeine Gleichheitssatz. Aber auch völkerrechtliche Bezüge sind für das Sozialrecht zunehmend bedeutsamer geworden, so insbesondere die Vorgaben, die sich aus der UN-Behindertenrechtskonvention für die Rehabilitation und Teilhabe von Menschen mit Behinderungen ergeben. Viele soziale Rechte sind Menschenrechte.
Das Sozialrecht wurde in Deutschland maßgeblich von Hans F. Zacher als wissenschaftliches Fach mitbegründet. Sozialwissenschaftliche und sozialpolitische Ansätze befassen sich mit derselben gesellschaftlichen Wirklichkeit, untersuchen diese aber unter einem jeweils anderen Blickwinkel. Gleichwohl ist beispielsweise die Gesundheitsökonomie für das Gesundheitsrecht von großer Bedeutung, weil das materielle Sozialrecht und die sozialrechtliche Praxis über den Gegenstand, den sie regeln sollen, informiert sein müssen.

## Geschichte

### Anfänge
Die gesellschaftliche Reaktion auf soziale Risiken, insbesondere auf materielle Armut und auf Krankheit, war im Laufe der Geschichte nicht einheitlich. Die Anfänge einer Armenfürsorge entstanden in der frühen Kirche, also in den Orden und den Klöstern. Sie waren unmittelbar aus der christlichen Nächstenliebe motiviert. Der moderne Staat der Neuzeit hat diese Funktion dann zunehmend an sich gezogen, befördert durch die Schwächung der Kirche in der Reformationszeit. Der staatliche Umgang mit Armen stellte auf die neu formulierte Rolle der Arbeit ab und behandelte deshalb Arme als eine zu disziplinierende Gruppe der Gesellschaft, die in Armenhäuser und Arbeitshäuser aufgenommen und, soweit möglich, dort zur Arbeit gezwungen wurden. In dieser Zeit entstand die Vorstellung, dass man unterscheiden solle zwischen verschiedenen Personengruppen, die Ziel unterschiedlicher Maßnahmen waren, vor allem zwischen örtlich ansässigen und fremden, zugewanderten Armen; zwischen verschuldet und unverschuldet Armen; und zwischen den Arbeitsfähigen und den nicht Arbeitsfähigen („Wer nicht arbeitet, soll auch nicht essen“). Vom 16. bis zum Ende des 17. Jahrhunderts wurden landesrechtliche „Policeyordnungen“ erlassen, und das Ziel war, für eine „gute Policey“ zu sorgen, was in der Sache etwa dem heutigen Rechtsbegriff der öffentlichen Sicherheit und Ordnung entspricht. Sozialrecht war seit dieser Zeit also ein repressives, auf Befehl und Zwang gegründetes Polizeirecht, das vom absolutistischen Polizeistaat durchgesetzt wurde. Es gab keine klare Abgrenzung zum übrigen Ordnungsrecht sowie zum Strafrecht. Eine gewisse soziale Vorsorge gab es daneben für bestimmte Personengruppen in Form der Selbsthilfe in Genossenschaften, Innungen und Zünften, die schon seit dem Mittelalter bestanden.

### Kaiserreich
Das moderne Sozialrecht ist eine Reaktion auf die Soziale Frage des 19. Jahrhunderts. Die zunehmende Verstädterung und die Industrialisierung führten zur Massengesellschaft. Die Armenfürsorge, die nach dem Wohnortprinzip für alle an einem bestimmten Ort zur Verfügung stand, setzte sich gegen die Ausgrenzung der Zugewanderten durch, weil letzteres nicht mit den Bedürfnissen der Industriegesellschaft zu vereinbaren gewesen wäre, die nach dem möglichst freien Wechsel von Arbeitskräften verlangte. Wegen der andauernden sozialen Probleme schlossen sich die Lohnabhängigen zur Arbeiterbewegung zusammen. Hierauf reagierte der wilhelminische Staat einerseits repressiv mit den Sozialistengesetzen (1878 bis 1890), flankierte diese aber dann mit der Einführung der Sozialversicherung, die in der Kaiserlichen Botschaft vom 17. November 1881 angekündigt wurde. 1884 trat das Gesetz, betreffend die Krankenversicherung der Arbeiter in Kraft, 1885 folgte das Unfallversicherungsgesetz, 1891 das Gesetz betreffend die Invaliditäts- und Altersversicherung. Am 19. Juni 1911 wurde die Reichsversicherungsordnung verabschiedet. Das gleichzeitig beschlossene „Versicherungsgesetz für Angestellte“ sorgte für eine soziale Sicherung, die zwischen Arbeitern und Beamten einzuordnen war.

### Erster Weltkrieg und Weimarer Republik
Die Folgen des Ersten Weltkriegs stellten den Staat vor die Aufgabe, die zahlreichen Kriegsopfer zu versorgen und wieder in das zivile Leben einzugliedern. Dazu wurde 1920 das Schwerbeschädigtengesetz erlassen, das eine Verpflichtung der Arbeitgeber einführte, Kriegsopfer, Unfallopfer und Blinde zu beschäftigen. Das war zugleich der Beginn der Gesetzgebung für Menschen mit Behinderungen in Deutschland.
Zu Beginn der Weimarer Republik übernahm das Reich einen Teil der Fürsorgelasten der Gemeinden, um der sprunghaft gestiegenen Arbeitslosigkeit zu begegnen. Das 1927 beschlossene „Gesetz über Arbeitsvermittlung und Arbeitslosenversicherung“ führte eine Arbeitslosenunterstützung ein, die sechs Monate lang zu zahlen war. Danach schloss sich eine Krisenfürsorge an, danach erst die allgemeinen Fürsorgeleistungen. Die Weltwirtschaftskrise führte dazu, dass zu Ende der Weimarer Republik ein Drittel der Bevölkerung auf Fürsorge angewiesen waren.

### Nationalsozialismus und Zweiter Weltkrieg
Während des Dritten Reichs wurde die Sozialpolitik an der nationalsozialistischen Ideologie ausgerichtet. Die Selbstverwaltung der Sozialversicherungsträger einschließlich der Sozialwahlen wurde 1934 abgeschafft. Schon vorher hatten die Arbeitnehmervertreter ihre Sitze nicht mehr behalten können. Durch die Rassegesetze waren auch alle jüdischen Mandatsträger ausgeschlossen. Jüdische Ärzte verloren bereits 1933 ihre Kassenzulassung. Ihre Diskriminierung betraf etwa 20 Prozent aller Ärzte in Deutschland, während etwa die Hälfte der Ärzte Mitglied in der NSDAP waren. Die Ärzte wurden zwangsweise Mitglieder der Reichsärztekammer. Die während der Weimarer Republik eingeführten Kassenärztlichen Vereinigungen wurden 1933 zur Kassenärztlichen Vereinigung Deutschlands gleichgeschaltet. Sie agierte nicht auf gleicher Ebene wie die Krankenkassen, sondern stand zwischen diesen und den Ärzten, um die Vergütungen zu verteilen. Die Zahl der Krankenkassen wurde verkleinert.
Die hohe Arbeitslosigkeit wurde durch Beschäftigungsprogramme (Infrastruktur, Aufrüstung) und Zwangsmaßnahmen (Reichsarbeitsdienst, Pflichtjahr) offiziell verringert. Zuwächse bei den Einnahmen der Rentenversicherung wurden nicht an die Rentner weitergegeben, sondern durch Rechtsverordnung vom 14. April 1938 (RGBl. 1938 I, 398) zur Kriegsfinanzierung umgeleitet. Die Rentenbezieher waren dadurch 1939 sogar schlechter gestellt als zur Zeit der Weltwirtschaftskrise. Im Jahr 1938 wurden selbständige Handwerker, 1941 auch die Rentner in die gesetzliche Krankenversicherung einbezogen, und das Lohnabzugsverfahren zur Beitragszahlung durch die Krankenkasse ersetzte 1942 das Kleben von Beitragsmarken.
Der Aufbau einer Nationalsozialistischen Volkswohlfahrt sollte die kirchlichen Fürsorgeträger Caritas und Diakonie zurückdrängen. Menschen mit Behinderungen wurden diskriminiert. Bis 1939 wurden etwa 300.000 Menschen zwangsweise sterilisiert, zahlreiche Behinderte wurden ermordet (Erbgesundheitsgesetz, 1933). Die Gewährung von Fürsorgeleistungen galt offiziell als ein Ansatz, der auch „Erbkranke … erhalten und zur weiteren Fortpflanzung … bringen“ könne. Sogenannte „Arbeitsscheue“ und „Asoziale“ wurden – ebenso wie andere Bevölkerungsgruppen, vor allem Juden – in Konzentrationslager verbracht zur „Vernichtung durch Arbeit“, also um ermordet zu werden. Eine in dieser Zeit neu eingeführte Sozialleistung war die Kinderbeihilfe, das spätere Kindergeld, das es seit 1936 gibt.

### DDR und Bundesrepublik
Auch nach dem Ende des Zweiten Weltkriegs stand erneut die Sorge um die Opfer des Krieges im Vordergrund. Hinzu kam diesmal die Rehabilitation der Opfer des Nationalsozialismus. Flüchtlinge mussten versorgt und untergebracht werden.
Die Sozialpolitik der DDR war insoweit als ein ganzheitlicher Gegenentwurf zur Entwicklung in Westdeutschland angelegt, als damit eine sozialistische Zwecksetzung vorgegeben wurde, die sich vom westdeutschen Sozialrecht, das einem Bonmot zufolge die sozialen Schäden nur repariere, die der Kapitalismus hervorbringt, absetzen sollte. Insoweit sollte das Soziale kein separates Politikfeld sein, sondern in die anderen Politikfelder und Rechtsgebiete integriert werden. Umgekehrt wurde auch hier, wie zuvor im Nationalsozialismus, gegen sogenannte „Arbeitsscheue“ und „Asoziale“ strafrechtlich vorgegangen, um sie zum Arbeiten zu bringen, weil man dem Arbeitskräftemangel nach dem Krieg abhelfen wollte. Eine Grundsicherung gab es über die staatliche Festsetzung von Preisen für Verbrauchsgüter, Daseinsvorsorge und Wohnungsmieten in der Planwirtschaft. Es gab keine Arbeitslosenversicherung. Ein Sozialhilfegesetz wurde erst in der Übergangszeit nach der Wende eingeführt und kurz darauf in das Bundessozialhilfegesetz überführt. Die Kranken-, Unfall- und Rentenversicherung wurde beibehalten, aber zentralisiert. In der DDR gab es drei Sozialversicherungsträger: die Sozialversicherung der Arbeiter und Angestellten (SVAA), deren Verwaltungsträger gemäß Art. 45 Abs. 2 Verfassung der DDR der Freie Deutsche Gewerkschaftsbund war; die Sozialversicherung bei der Staatlichen Versicherung der DDR (SV/StV, auch: Deutsche Versicherungsanstalt, DVA) und die Wismut AG, die selbst als Sozialversicherungsträger für ihre Beschäftigten zuständig war. Jeder Werktätige hatte einen einheitlichen Träger, der für alle Versicherungsleistungen zuständig war, und jeder erhielt ein grün eingebundenes Sozialversicherungsbuch, in dem die von ihm eingegangenen Beschäftigungsverhältnisse und die erbrachten Sozialleistungen eingetragen wurden.
Demgegenüber wurde in der Bundesrepublik die hergebrachte Gliederung der Sozialversicherungszweige und ihrer Träger aus der Weimarer Republik beibehalten bzw. wieder hergestellt. Das Sozialstaatsprinzip und die daran orientierte Eigentumsordnung wurden im Grundgesetz nur vage formuliert (Art. 20 Abs. 1,  Art. 28 28 Abs. 1, Art. 14 Abs. 2 GG). Die Höhe der Fürsorgesätze übertrug die Politik an den Deutschen Verein für öffentliche und private Fürsorge, um sie aus dem politischen Streit und damit aus der Öffentlichkeit herauszuhalten.
Maßgeblich für die Entwicklung des Sozialrechts in der neu gegründeten Bundesrepublik war die Entscheidung des Bundesverwaltungsgerichts aus dem Jahr 1954, in der das Gericht erkannte, dass unter der Geltung des Grundgesetzes Betroffene ein subjektives öffentliches Recht, also einen Anspruch auf Gewährung von Fürsorgeleistungen haben. Sie können diese Leistungen deshalb gerichtlich gegen den Staat einklagen. Um die gesetzliche Regelung an die Rechtslage anzupassen, wurde das Bundessozialhilfegesetz geschaffen, das allerdings erst 1962 in Kraft trat. Ein wichtiger Schritt war in dieser Zeit auch die Rentenreform 1957, durch die die Renten dynamisiert wurden und die berufliche Rehabilitation in die gesetzliche Rentenversicherung eingeführt wurde. Die Krankenkassen wurden erst durch das Gesetz über die Angleichung der Leistungen zur Rehabilitation vom 7. August 1974 (BGBl. I S. 1881) zu Rehabilitationsträgern. Damit einher ging ein Paradigmenwechsel, der den Begriff der Behinderung von der Kriegsbeschädigung als Ursache der körperlichen Beeinträchtigung ablöste und verallgemeinerte.
Eine nachhaltige Modernisierung der Sozialgesetzgebung in Deutschland ist mit der Einordnung der vielen zersplittert vorliegenden Spezialgesetze in das Sozialgesetzbuch erfolgt, das das ganze geltende Sozialrecht in einer einheitlichen Kodifikation zusammenfassen soll. Es ist ein bis heute nicht abgeschlossenes Langzeitprojekt des Gesetzgebers, das ursprünglich von der Regierung Brandt 1969 – neben der Absicht, ein Arbeitsgesetzbuch zu schaffen – angegangen wurde. Als erstes wurden allgemeine Vorschriften im SGB I (1976) und im SGB VI in das Sozialgesetzbuch eingeordnet, 1980 folgte die Regelung des Sozialverwaltungsverfahrens im SGB X. Obwohl die Arbeit am Sozialgesetzbuch in Form einer „begrenzten Sachreform“ erfolgen sollte, waren ständige Sozialreformen auch dabei typisch. Sie wurden prägend für das Sozialrecht insgesamt. Die sozialrechtlich interessierte Öffentlichkeit nimmt vor allem die Reformen im Gesundheitswesen und in der Rentenpolitik wahr, weil so gut wie alle Bevölkerungskreise davon unmittelbar betroffen sind. Auch der Beitritt der ostdeutschen Bundesländer zur Bundesrepublik Deutschland war, wenn man Gliederung und Umfang des Einigungsvertrags bedenkt, in erster Linie ein sozialpolitisches und damit auch ein sozialrechtliches Gesetzgebungsprojekt. Die vereinigungsbedingten Altlasten in der Renten- und in der Unfallversicherung mussten aufgebracht werden, was in einem umlagefinanzierten System bedeutete, dass die derzeitigen Beitragszahler für die Ansprüche aufkommen müssen, die in alter Zeit unter ganz anderen Voraussetzungen entstanden und bewilligt worden waren. Ein erheblicher Teil des Einigungsvertrags entfiel daher auf sozialrechtliche Regelungen. Aber auch bei der Neuordnung der Arbeitslosenhilfe und der Sozialhilfe im Zuge der sogenannten Hartz-Reformen (SGB II, SGB III, SGB XII) mit Wirkung zum Januar 2005 gab es eine erhebliche öffentliche Beteiligung, die auch nach vielen Jahren noch sehr breit angelegt ist und anhält. Insbesondere durch die Digitalisierung ist eine Diskussion an der Schnittstelle von Netzpolitik und Sozialpolitik entstanden, die auch ein sanktionsloses Bedingungsloses Grundeinkommen als Grundsicherungsleistung zunehmend in Betracht zieht.
Prägend für die neuere Entwicklung des Sozialrechts ist seine Internationalisierung, insbesondere die Europäisierung des Rechtsgebiets. Dieser Zug betraf zwar auch andere juristische Fächer seit der Jahrtausendwende in zunehmendem Maße, die soziale Sicherung war aber durch die Öffnung der Grenzen und die damit bewirkten Wanderungsbewegungen nach dem Ende des Kalten Krieges und auch darüber hinaus besonders davon betroffen. Auch darüber hinaus wurde die europäische Einigung in sozialpolitischer Hinsicht vorangetrieben. Die Freizügigkeit von Arbeitskräften in der Europäischen Union wird schon seit Ende der 1960er-Jahre von einem eigenen europäischen Sozialrecht begleitet, das keine eigenen Ansprüche gewährt, sondern die Sozialversicherungsleistungen der Mitgliedstaaten bei grenzüberschreitender Beschäftigung koordiniert. Dieses Rechtsgebiet wurde durch die Reform des europäischen Sozialrechts mit Wirkung vom Mai 2010 neu geregelt.

## Begriff des Sozialrechts

### Querschnittsmaterie
Es gibt mehrere Ansätze, das Sozialrecht von anderen rechtswissenschaftlichen Fächern abzugrenzen und zu untergliedern. Sozialrecht ist eine Querschnittsmaterie, die zahlreiche einzelne Rechtsgebiete und Gesetzesmaterien in sich vereint. Als „Sozialrecht im formellen Sinn“ wird das Recht des Sozialgesetzbuchs verstanden, während das „Sozialrecht im materiellen Sinn“ darüber hinausgehend Materien umfasst, die in anderen Gesetzen geregelt sind, beispielsweise das Recht des Lastenausgleichs und der Wiedergutmachung oder regionale sowie berufsständische Sondervorsorgesysteme (Versorgungswerke). In einem noch weiteren Sinn können mit dem funktionalen Begriff des „sozialen Rechts“ alle rechtlichen Regelungen erfasst werden, die eine besondere soziale Zielsetzung verfolgen und insbesondere Ausdruck des verfassungsrechtlichen Staatszieles des Sozialstaatsprinzips sind (Art. 20 Abs. 1 Grundgesetz), beispielsweise Bestimmungen über den sozialen Mieterschutz, den arbeitsrechtlichen Kündigungsschutz oder Vorschriften zum Schutz von Verbrauchern.
Nach § 1 SGB I soll das Sozialrecht, soweit es im Sozialgesetzbuch zusammengefasst worden ist, „zur Verwirklichung sozialer Gerechtigkeit und sozialer Sicherheit Sozialleistungen einschließlich sozialer und erzieherischer Hilfen gestalten“. Es hat den Zweck, dazu beizutragen, „ein menschenwürdiges Dasein zu sichern, gleiche Voraussetzungen für die freie Entfaltung der Persönlichkeit, insbesondere auch für junge Menschen zu schaffen, die Familie zu schützen und zu fördern, den Erwerb des Lebensunterhalts durch eine frei gewählte Tätigkeit zu ermöglichen und besondere Belastungen des Lebens, auch durch Hilfe zur Selbsthilfe, abzuwenden oder auszugleichen.“ Es soll dazu beitragen, dass die zur Erfüllung dieser Aufgaben „erforderlichen sozialen Dienste und Einrichtungen rechtzeitig und ausreichend zur Verfügung stehen“. Zwecksetzung ist die Verwirklichung der sozialen Rechte der Betroffenen, § 2 Abs. 1 SGB I.
Versuche, das Sozialrecht (zusammen mit dem Arbeitsrecht und weiteren Rechtsmaterien) neben öffentlichem und privatem Recht einem selbstständigen dritten Zweig der (deutschen) Rechtsordnung zuzuordnen, wie es in manchen ausländischen Rechtsordnungen und im europäischen Unionsrecht üblich ist, haben sich nicht durchsetzen können. Im Unionsrecht ebenso wie im französischen Recht zählt das Sozialrecht zum Arbeitsrecht.

### Gliederung des materiellen Sozialrechts
Nach der Kompetenzordnung des Grundgesetzes lassen sich die Bereiche
- Sozialversicherung (Art. 74 Abs. 1 Nr. 12 GG),
- Fürsorge (Art. 74 Abs. 1 Nr. 7 GG) und
- Kriegsopferversorgung (Art. 74 Abs. 1 Nr. 10 und Art. 73 Abs. 1 Nr. 13 GG)

unterscheiden (die sogenannte „klassische Trias“).
Von der Funktion der Regeln her gesehen ist eine modernere Gliederung des Sozialrechts in die drei Bereiche
- soziale Vorsorge (Sozialversicherung, aber auch die Beamtenversorgung),
- soziale Entschädigung sowie
- soziale Hilfe und Förderung in besonderen Hilfs- und Fördersystemen (beispielsweise Sozialhilfe, Grundsicherung für Arbeitsuchende, Wohngeld)

vorgeschlagen worden (so genannte „neue Trias“), die das geltende Recht vollständig beschreibt.

### Final- und Kausalprinzip
Eine weitere Systematisierung fragt danach, welchen Zweck bzw. welche Ursache der jeweils durch das Sozialrecht zu deckende Bedarf habe. Dem „Kausalprinzip“ folgen die gesetzliche Unfallversicherung und das soziale Entschädigungsrecht, weil sie Leistungen nur in solchen Fällen gewähren, die auf eine bestimmte Ursache zurückgehen (Arbeitsunfall, Berufskrankheit, Gewaltopferentschädigung). Bei anderen Sicherungssystemen spielt das keine Rolle, sie sind am Zweck der Leistung ausgerichtet. Dem „Finalprinzip“ folgt daher die gesetzliche Krankenversicherung, die die Behandlung von Krankheiten ermöglichen soll. Auf diese Weise kann aber nicht das gesamte Sozialrecht erfasst werden. Außerdem ist es nicht möglich, alle Zweige der Sozialversicherung einheitlich nur einem Prinzip zuzuordnen. Die Leistungen zur Krankenbehandlung und zur Rehabilitation in der Unfallversicherung dienen nämlich auch – final – der Wiederherstellung der Gesundheit.

## Geltendes Recht

### Allgemeine Regelungen
Mit der Einführung des Sozialgesetzbuchs (SGB) mit den Büchern I bis XII sind die Kernmaterien des Sozialrechts seit 1976 schrittweise zu einer zusammenhängenden Kodifikation zusammengefügt worden.
Allgemeine Regelungen, insbesondere das Verwaltungsverfahren und der Datenschutz, sind in den SGB I und SGB X enthalten. Das SGB IV enthält den Allgemeinen Teil des Sozialversicherungsrechts, das sind insbesondere Vorschriften über die Erhebung und den Einzug von Sozialversicherungsbeiträgen sowie über die Organisation der Sozialversicherungsträger. Auch Regeln über den persönlichen und den räumlichen Geltungsbereich des Sozialversicherungsrechts einschließlich des internationalen Sozialrechts finden sich hier (Einstrahlung, Ausstrahlung).
Spezialgesetze, die noch nicht in das Sozialgesetzbuch eingeordnet worden sind, gelten gemäß § 68 SGB I als besondere Teile des Sozialgesetzbuchs.

### Sozialversicherung und Arbeitsförderung
Die Sozialversicherung ist wesentlicher Bestandteil des Rechts der sozialen Sicherung. Dazu zählen außer der gesetzlichen Krankenversicherung im SGB V, der gesetzlichen Rentenversicherung einschließlich der knappschaftlichen Rentenversicherung im SGB VI, der gesetzlichen Unfallversicherung (SGB VII) und der sozialen Pflegeversicherung (SGB XI) auch die Künstlersozialversicherung (Künstlersozialversicherungsgesetz, KSVG) sowie die Sozialversicherung für Landwirtschaft, Forsten und Gartenbau (bis Ende des Jahres 2012: Landwirtschaftliche Sozialversicherung, LSV; Gesetz zur Modernisierung des Rechts der LSV, LSVMG;  Gesetz über die Alterssicherung der Landwirte, ALG; vor 1995: GAL, das  Zweite Gesetz über die Krankenversicherung der Landwirte, KVLG).
Die Arbeitslosenversicherung ist im SGB III geregelt. Sie wird von der weiterhin herrschenden Meinung nicht zur Sozialversicherung gerechnet. Das rührt zum einen aus dem Wortlaut in Art. 74 Abs. 1 Nr. 12 GG, der sie als eigenen Zweig von der Kranken-, Pflege-, Renten- und Unfallversicherung abhebt und ausdrücklich erwähnt. Dem folgt auch das einfache Recht in § 4 Abs. 2 Nr. 1 SGB I. § 1 Abs. 1 Satz 3 SGB IV ordnet ausdrücklich an, dass die Bundesagentur für Arbeit als Sozialversicherungsträger im Organisationsrecht und im Beitragswesen gelte. Zum anderen wird dies aus den deutlich abweichenden Strukturen bei der Organisation und der Finanzierung der Arbeitsförderung hergeleitet. Eine vermittelnde Ansicht zählt zwar die Arbeitslosenversicherung, nicht jedoch die Arbeitsförderung (etwa die Berufsberatung, die Förderung der beruflichen Bildung oder die Rehabilitation) zur Sozialversicherung. Eine im Vordringen befindliche Meinung rechnet aber auch sie insgesamt zur Sozialversicherung.

### Soziale Entschädigung
Grundlage für das Soziale Entschädigungsrecht ist der Aufopferungsgedanke aus dem Staatshaftungsrecht. Anspruchsgrundlage sind die §§ 74, 75 der Einleitung zum Preußischen Allgemeinen Landrecht (Einl. PrALR) von 1794, die bis heute fortgelten. Das Modell des Sozialen Entschädigungsrechts ist die Kriegsopferversorgung nach dem  Bundesversorgungsgesetz von 1950, auf das mehrere Leistungsgesetze für besondere Fälle verweisen (Opferentschädigungsgesetz für die Opfer von Gewalttaten, Soldatenversorgungsgesetz, Infektionsschutzgesetz bei Impfschäden).
Die Soziale Entschädigung wird 2019 neu gefasst und soll ab 2022 als Vierzehntes Buch (SGB XIV) in das Sozialgesetzbuch eingeordnet werden.

### Soziale Förderung und soziale Hilfen
Bestimmte Lebenslagen werden durch besondere soziale Förderungssysteme unterstützt, beispielsweise die Ausbildungsförderung nach dem Bundesausbildungsförderungsgesetz oder der Wohnbedarf von Menschen mit geringem Einkommen nach dem Wohngeldgesetz.
Die Grundsicherung für Arbeitsuchende und die Sozialhilfe sind seit 2005 in das Zweite und das Zwölfte Buch Sozialgesetzbuch eingeordnet worden.

### Rehabilitation und Teilhabe von Menschen mit Behinderung
Die Rehabilitation und Teilhabe von Menschen mit Behinderung ist grundsätzlich im Neunten Buch Sozialgesetzbuch (SGB IX) geregelt. Das Rechtsgebiet ist durch das Bundesteilhabegesetz 2016 reformiert worden. Die Neuregelung tritt in vier Stufen 2017, 2018, 2020 und 2023 in Kraft. Die Neufassung geht auf die UN-Behindertenrechtskonvention zurück, die in deutsches Recht umgesetzt werden musste.
Spezielle Bestimmungen der jeweils zuständigen Rehabilitationsträger gehen dem SGB IX vor. Wenn also beispielsweise die Deutsche Rentenversicherung Bund der zuständige Reha-Träger ist, so ersetzen die im Sechsten Buch Sozialgesetzbuch (SGB VI) enthaltenen Vorgaben für die Rehabilitation durch Rentenversicherungsträger gegebenenfalls die allgemeinen Vorschriften in SGB IX. Entsprechendes gilt, wenn die Agentur für Arbeit, gegebenenfalls mit dem Jobcenter oder dem Träger einer Optionskommune, zuständig wäre, in Bezug auf das SGB III und das SGB II. Ist die Krankenkasse zuständiger Reha-Träger, können Vorschriften im SGB V denjenigen im SGB IX vorgehen. Bei Arbeitsunfällen und Berufskrankheiten ist die gesetzliche Unfallversicherung auch für die Rehabilitation des Betroffenen zuständig.

### Sozialrecht betreffend Familie, Eltern, Kinder
Die Kinder- und Jugendhilfe ist im Achten Buch Sozialgesetzbuch (SGB VIII) geregelt. Es regelt die Wohlfahrtspflege für Kinder, Jugendliche und ihre Eltern, die durch die Jugendämter und die Träger der freien Wohlfahrtspflege wahrgenommen wird.
Das Unterhaltsvorschussgesetz regelt, unter welchen Voraussetzungen ein Kind eines alleinerziehenden Elternteils eine Unterhaltsleistung als staatliche Sozialleistung erhält, wenn der unterhaltspflichtige, familienferne Elternteil z. B. nicht bekannt oder verstorben ist oder wenn er seiner Unterhaltspflicht nicht nachkommt.
Daneben gibt es eine Reihe von Gesetzen, die als „soziales Recht“ Eltern, Familien und Kinder fördern und sozial absichern, insbesondere im Arbeitsrecht das Mutterschutzgesetz und das Kündigungsschutzgesetz (darin gibt es eine Begünstigung von unterhaltspflichtigen Arbeitnehmern in § 1 Abs. 3 KSchG) sowie im Steuerrecht das Kindergeld.

### Sozialleistungsträger und Sozialverwaltungsverfahren
Die Träger der Sozialversicherung sind rechtsfähige Körperschaften des öffentlichen Rechts mit Selbstverwaltung, § 29 SGB IV. Sie bilden Landes- und Spitzenverbände nach gesetzlicher Maßgabe. Andere Sozialbehörden (§ 1 SGB X) befinden sich in der Trägerschaft der jeweils zuständigen Gebietskörperschaft.
Typisch für das deutsche Sozialrecht ist der gegliederte Aufbau der Sozialleistungsträger. Damit ist die Gliederung der Sozialversicherung in verschiedene Zweige (Kranken-, Renten-, Unfall-, Pflegeversicherung) gemeint; daneben bestehen weitere Träger für andere Leistungen. Dies unterscheidet das deutsche soziale Sicherungssystem von demjenigen anderer Staaten (insbesondere vom französischen System, aber auch von dem der damaligen DDR), wo sich der Betroffene an einen einheitlichen Träger halten kann bzw. konnte, der alle Sozialleistungen aus einer Hand zu erbringen hat. In einem solchen System ist also die Zuständigkeit im Leistungsfall in der Regel unproblematisch gegeben, und es ergeben sich keine Schnittstellen beim Übergang von einem Leistungsregime in ein anderes, beispielsweise von der Akut- zur Reha-Behandlung.
In komplexen Bedarfslagen, wie sie insbesondere bei der Rehabilitation von Menschen mit Behinderungen auftreten, ordnet das SGB IX die Leistungsgewährung auf der Grundlage eines Teilhabeplans an und sieht die Möglichkeit vor, eine Teilhabekonferenz aller in Betracht kommenden Rehabilitations- und Leistungsträger einzuberufen, um sicherzustellen, dass die zu gewährenden Leistungen „nahtlos ineinandergreifen“ (§§ 19–23 SGB IX). Die Leistungsgewährung soll von den Rehabilitationsträgern zügig, wirksam, wirtschaftlich und auf Dauer „wie aus einer Hand“ ermöglicht werden. So sollen Schnittstellen, also Übergänge zwischen den Trägern geschaffen werden, die es sonst nicht gäbe. Die Regeln weisen darauf hin, dass hier die Gefahr besteht, dass sich infolge des gegliederten Systems der Sozialleistungsträger Lücken öffnen, die zu Lasten des Betroffenen gehen können, und dass dem entgegenzuwirken ist. Der leistende Träger nach § 14 SGB IX ist dabei federführend.
Ein typischer Zug ist auch die Trennung von Leistungsträgern und Leistungserbringern. Beispielsweise ist im Krankenversicherungsrecht die Krankenkasse Leistungsträger, die Leistungen werden aber von Vertragsärzten oder von Krankenhäusern erbracht, und zwar grundsätzlich als Sachleistungen. So entsteht eine Dreiecksbeziehung zwischen Leistungsträger, Leistungserbringer und dem Sozialversicherten, der die Leistung erhält. Die Rechtsbeziehungen zwischen den Beteiligten sind insbesondere in der Gesetzlichen Krankenversicherung durch komplexe Vertragswerke oder durch Satzungen geregelt, die im Rahmen der gemeinsamen Selbstverwaltung – teils im gemeinsamen Gremien (Gemeinsamer Bundesausschuss), teils auf Verbandsebene zwischen den Verbänden der Leistungsträger und der Leistungserbringer – geschlossen werden und die für die Leistungserbringer und die Versicherten verbindlich sind. Die Verfassungsmäßigkeit dieser untergesetzlichen Normsetzung ist wiederholt in Zweifel gezogen worden.
Das Verwaltungsverfahren für die Sozialbehörden ist im Ersten Buch Sozialgesetzbuch (SGB I) und im Zehnten Buch Sozialgesetzbuch (SGB X) geregelt. „Gemeinsame Vorschriften für die Sozialversicherung“ enthält zudem das Vierte Buch Sozialgesetzbuch (SGB IV).  Soweit die besonderen Teile des Sozialgesetzbuchs eigene Vorschriften für die jeweiligen Fachgebiete enthalten, gehen diese den allgemeinen Regelungen für das Sozialverwaltungsverfahren vor. All diese Vorschriften verdrängen wiederum die allgemeinen Verwaltungsverfahrensgesetze des Bundes und der Länder. Auch für den Sozialdatenschutz gibt es eigene Vorschriften im zweiten Kapitel des SGB X sowie in den besonderen Teilen des Sozialgesetzbuchs, die den allgemeinen Vorschriften vorgehen. Das Widerspruchsverfahren ist im Sozialgerichtsgesetz (SGG) geregelt.

### Sozialgerichtliches Verfahren und Rechtsanwaltschaft
Die Sozialgerichtsbarkeit ist neben der allgemeinen Verwaltungsgerichtsbarkeit und der Finanzgerichtsbarkeit die kleinste Verwaltungsgerichtsbarkeit in Deutschland. Ursprünglich fanden Streitigkeiten um Ansprüche gegen Sozialversicherungsträger nur innerhalb der Sozialverwaltung vor Schiedsgerichten statt. An diesen waren in der Renten- und in der Unfallversicherung ehrenamtliche Richter der Versicherten und der Arbeitgeber bzw. der Unternehmer beteiligt. Gegen ihr Urteil war zunächst – seit 1884 – die Revision zum Reichsversicherungsamt (RVA) gegeben, nach der Revision der Reichsversicherungsordnung traten bis zum Ende des Zweiten Weltkriegs an diese Stelle staatliche Versicherungsbehörden. Wegen des Gewaltenteilungsgrundsatzes, Art. 20 Abs. 2 Satz 3, Art. 92, Art. 95 Abs. 1, Art. 97 GG, wurde nach dem Krieg eine eigene Sozialgerichtsbarkeit geschaffen. Das Sozialgerichtsgesetz (SGG) trat mit Wirkung vom 1. Januar 1954 in Kraft.
Die Sozialgerichtsbarkeit ist dreistufig aufgebaut (Sozialgerichte, Landessozialgerichts, Bundessozialgericht). Es bestehen Fachkammern für bestimmte Rechtsgebiete. Die Kammern sind mit Berufsrichtern und ehrenamtlichen Richtern besetzt.
Nur für diejenigen Materien, die nicht gemäß § 51 SGG (abdrängende Zuweisung) den Sozialgerichten zugewiesen worden sind, findet die Verwaltungsgerichtsordnung Anwendung mit der Folge, dass in diesen Fällen die Sozialkammern der allgemeinen Verwaltungsgerichte zuständig sind, § 40, § 188 VwGO. Das betrifft die Jugendhilfe, die Kriegsopferversorgung, die Schwerbehindertenfürsorge und die Ausbildungsförderung sowie das Wohngeldrecht, die Angelegenheiten nach dem Adoptionsvermittlungsgesetz und nach dem Unterhaltsvorschussgesetz. Für Sozialhilfesachen waren die Verwaltungsgerichte bis Ende 2004 zuständig; seit dem 1. Januar 2005 wurden diese den Sozialgerichten zugewiesen.
Das sozialgerichtliche Verfahren ist grundsätzlich kostenfrei, § 183 SGG. Ausnahmen gelten insbesondere für Kläger oder Beklagte, die nicht Sozialversicherte, Leistungsempfänger oder Menschen mit Behinderung sind, in diesen Fällen wird eine Pauschalgebühr erhoben, § 184 SGG. In den Angelegenheiten, die den Verwaltungsgerichten zugewiesen sind, richtet sich die Kostenfreiheit nach § 188 Satz 2 VwGO.
Vor dem Sozialgericht und dem Landessozialgericht kann jeder den Rechtsstreit selbst führen, § 73 Abs. 1 SGG. Vor dem Bundessozialgericht besteht die Verpflichtung, sich durch einen Prozessbevollmächtigten vertreten zu lassen, § 73 Abs. 4, Abs. 2 SGG. Ein Sonderfall im sozialgerichtlichen Verfahren ist die Prozessvertretung durch Gewerkschaften und Sozialverbände, § 73 Abs. 2 Satz 2 Nr. 5, 8 SGG. Handeln können auch Prozessbevollmächtigte, die bei an dem Verfahren beteiligten Behörden beschäftigt sind. Eine entsprechende Regelung enthält § 67 VwGO.
Eine Weiterbildung und Spezialisierung für Rechtsanwälte zum Fachanwalt für Sozialrecht gibt es in Deutschland seit 1986.

### Internationale Bezüge
Für grenzüberschreitende Sachverhalte gilt das Internationale Sozialrecht. Gemäß § 30 SGB I ist auf das Territorialitätsprinzip abzustellen, demzufolge deutsches Recht anwendbar ist, wenn ein Betroffener seinen Wohnsitz oder seinen gewöhnlichen Aufenthalt in dessen Geltungsbereich hat. Im Sozialversicherungsrecht gelten bei der Entsendung von Beschäftigten die Grundsätze zur Einstrahlung und zur Ausstrahlung, soweit über- und zwischenstaatliches Recht nicht vorgeht. Zu letzteren zählen insbesondere Sozialversicherungsabkommen und das Europäische Sozialrecht, das dazu dient, die sozialen Sicherungssysteme der Mitgliedstaaten der Europäischen Union zu koordinieren, zu standardisieren und zu harmonisieren.

## Sozialrecht als Wissenschaft
Das Bundessozialgericht besteht als oberster Gerichtshof des Bundes für die Sozialgerichtsbarkeit seit dem 11. September 1954. Gleichwohl wird die Herausbildung des Sozialrechts als rechtswissenschaftliches Fach in Deutschland gemeinhin erst später datiert, nämlich zwischen 1960 und dem Jahr 1980, als die Habilitationsschrift von Hans Friedrich Zacher in Buchform erschien. In dieser Zeit kamen auch die ersten Lehrbücher heraus und wurden die ersten Lehrstühle und Institute für Sozialrecht gegründet. Man sprach zu Anfang noch eher vom „Recht der sozialen Sicherheit“, erst durch die Arbeiten am Sozialgesetzbuch setzte sich der Begriff „Sozialrecht“ auch an den Hochschulen durch. Die Projektgruppe Zachers, aus der das spätere „Max-Planck-Institut für ausländisches und internationales Sozialrecht“ hervorging, wurde 1976 gegründet. Die Institutsgründung folgte vier Jahre später. Die offizielle Eröffnung des Instituts fand am 3. Juni 1982 statt. Bernd Baron von Maydell übernahm 1990 die Leitung. Seit 2011 trägt es den Namen „Max-Planck-Institut für Sozialrecht und Sozialpolitik“; es wurde auch um andere sozialwissenschaftliche Forschergruppen erweitert.
Seit den 1980er-Jahren hat die Bedeutung des Sozialrechts für die juristische Ausbildung dann aber wieder abgenommen. Michael Stolleis schrieb 2003, es sei „inzwischen wieder auf den Status eines ‚Wahlfachs‘ abgesunken“.
Zum Wintersemester 2003/2004 hat die Hochschule Fulda einen eigenständigen Studiengang Sozialrecht ins Leben gerufen, der bis heute existiert. Zunächst konnte das Studium mit dem Diplom-Sozialjurist abgeschlossen werden. Seit der Anpassung an die Bologna-Reform läuft der Studiengang mit dem Abschluss Bachelor of Laws. Mit dem Wintersemester 2010 startete an der Universität Kassel in Kooperation mit der Hochschule Fulda der Studiengang Sozialrecht und Sozialwirtschaft mit dem Ziel eines Master of Laws. Die Studierenden sind überwiegend auf dem Campus in Kassel und kommen einmal in der Woche am „Fulda-Tag“ an den Campus der Hochschule Fulda.
Bei den Assistentagungen Öffentliches Recht spielten sozialrechtliche Beiträge von 1960 bis 2020 – abgesehen von der Tagung in Jena im Jahr 2004 unter dem Motto „Der  Sozialstaat  in  Deutschland  und  Europa“ – nur eine untergeordnete Rolle. „Mit viel Wohlwollen“ seien bei den Tagungen sieben von insgesamt 500 gehaltenen Beiträgen dem Sozialrecht zuzurechnen gewesen, hieß es resümierend in der Festschrift der Tagung im Jahr 2020, was einem Anteil von 1,4 % entsprach. An vielen Universitäten wird das Sozialrecht nicht gelehrt. Teilweise wird es unter der Bezeichnung „Arbeits- und Sozialrecht“ von Privatrechtlern mit betrieben, ist also nicht als eigenständiges öffentlich-rechtliches Fach vertreten. Seit Anfang der 2000er-Jahre wird zunehmend das Gesundheitsrecht aus dem Sozialrecht ausgegliedert oder zusammen mit dem Medizinrecht gelehrt. Das verstärkt die bereits bestehende Vernachlässigung der anderen sozialrechtlichen Fachgebiete, insbesondere des Rechts der Menschen mit Behinderung. Trotzdem werden im Sozialrecht regelmäßig Dissertationen gefertigt. In den Jahren 2000 bis 2021 wurden insgesamt 292 sozialrechtliche Dissertationen an deutschen Universitäten abgeschlossen. Ein erheblicher Teil davon wurde an sozialrechtlichen Lehrstühlen der Universitäten Regensburg, Kiel, Frankfurt am Main, Jena und Hamburg betreut. Die Mehrheit der Promovierenden im Sozialrecht waren weiblich. 52 % der Dissertationen behandelten das Gebiet der Sozialen Vorsorge, 30 % das Recht der Sozialen Hilfe und Förderungen.
Demgegenüber hat die Bedeutung des Sozialrechts an den Fachhochschulen eher zugenommen. In den Ländern Sachsen, Sachsen-Anhalt und Thüringen wurden sozialrechtliche Lehrstühle zwischen 2000 und 2021 an den Universitäten und Fachhochschulen ausgebaut, der Schwerpunkt lag besonders bei den Fachhochschulen. Die Denominationen der sozialrechtlichen Lehrstühle beschränkte sich dabei nicht auf öffentlich-rechtliche oder zivilrechtliche Zuordnungen, sondern konnte häufig das Recht der Sozialen Arbeit, Wirtschaftsrecht, Arbeitsrecht oder Jugendrecht umfassen.
Eine 2021 durchgeführte Analyse der sozialrechtlichen Forschung in rechtswissenschaftlichen Habilitationen seit dem Jahr 2000 hat ergeben, dass sich der Großteil der Qualifikationsschriften mit dem Sozialversicherungsrecht oder mit sozialen Hilfen und dem sozialen Förderungsrecht befasst und nur ein sehr geringer Teil mit dem sozialen Entschädigungsrecht. Die sozialrechtlichen Habilitationen seit dem Jahr 2000 wurden insgesamt überwiegend von Männern verfasst, jedoch wurden zwischen 2009 und 2021 ausschließlich Frauen im Sozialrecht habilitiert. Die mit der Habilitation verliehene venia legendi wird in den meisten Fällen in Kombination mit dem Öffentlichen Recht und nur noch seltener mit dem Bürgerlichen Recht erteilt.

### Handbücher
- Franz Ruland, Ulrich Becker, Peter Axer (Hrsg.): Sozialrechtshandbuch. SRH. 6. Auflage. Nomos, Baden-Baden 2018, ISBN 978-3-8487-2792-6.
- Bertram Schulin (Hrsg.): Handbuch des Sozialversicherungsrechts. C.H.Beck, München. Band 1: Krankenversicherungsrecht. 1994. ISBN 978-3-406-37985-7. Band 2: Unfallversicherungsrecht. 1996. ISBN 978-3-406-37986-4. Band 3: Rentenversicherungsrecht. 1999. ISBN 978-3-406-37987-1. Band 4: Pflegeversicherungsrecht. 1997. ISBN 978-3-406-38776-0.

### Lehrbücher
- Helmar Bley, Ralf Kreikebohm, Andreas Marschner: Sozialrecht. 9., neu bearbeitete  Auflage. Luchterhand, Neuwied 2007, ISBN 978-3-472-06644-6.
- Eberhard Eichenhofer: Sozialrecht. 11., neubearbeitete  Auflage. Mohr Siebeck, Tübingen 2019, ISBN 978-3-16-157556-3.
- Gerhard Igl, Felix Welti: Sozialrecht. Ein Studienbuch. 8., neu bearbeitete  Auflage. Werner, Düsseldorf 2007, ISBN 978-3-8041-4196-4.
- Axel Kokemoor: Sozialrecht. 9., neu bearbeitete und verbesserte  Auflage. Vahlen, München 2020, ISBN 978-3-8006-6040-7.
- Katharina von Koppenfels-Spies: Sozialrecht. Mohr Siebeck, Tübingen 2018, ISBN 978-3-16-156087-3.
- Stefan Muckel, Markus Ogorek, Stephan Rixen: Sozialrecht. In: Grundrisse des Rechts. 5., neu bearbeitete  Auflage. Beck, München 2019, ISBN 978-3-406-69027-3.
- Ingo Palsherm: Sozialrecht. 2. aktualisierte und überarbeitete  Auflage. Kohlhammer, Stuttgart 2015, ISBN 978-3-17-025993-5 (dem Werk liegt eine CD-ROM mit dem E-Book sowie einer Hörfassung bei, ggf. für Blinde und Sehbehinderte hilfreich).
- Torsten Schaumberg: Sozialrecht. Einführung. 3.  Auflage. Nomos, Baden-Baden 2020, ISBN 978-3-8487-6183-8.
- Raimund Waltermann: Sozialrecht. 14., neu bearbeitete  Auflage. C.F. Müller, Heidelberg 2018, ISBN 978-3-8114-4967-1.
- Georg Wannagat: Lehrbuch des Sozialversicherungsrechts. Band 1. Mohr (Siebeck), Tübingen 1965.

### Geschichte des Sozialrechts und der Sozialrechtswissenschaft
- Wolfgang Ayaß, Wilfried Rudloff, Florian Tennstedt: Sozialstaat im Werden. Band 1: Gründungsprozesse und Weichenstellungen im Deutschen Kaiserreich, Stuttgart 2021, ISBN 978-3-515-13006-6. Band 2: Schlaglichter auf Grundfragen, Stuttgart 2021, ISBN 978-3-515-13007-3.
- Christoph Butterwegge: Krise und Zukunft des Sozialstaates. 6. Auflage. VS Verlag für Sozialwissenschaften, Springer Fachmedien Wiesbaden, Wiesbaden 2018, ISBN 978-3-658-22105-8 (kritische Einordnung der Entwicklung von den Anfängen bis in die Gegenwart).
- Peter Collin: State and Perspectives of the History of Social Law in Germany. In: Rechtsgeschichte Legal History – Zeitschrift des Max-Planck-Instituts für europäische Rechtsgeschichte. Nr. 24, 2016, ISSN 2195-9617, S. 393–401, doi:10.12946/rg24/393-401 (mpg.de [PDF; abgerufen am 31. Januar 2019]).
- Eberhard Eichenhofer: Max-Planck-Institut für Sozialrecht und Sozialpolitik, 1975–2002. In: Thomas Duve, Stefan Vogenauer, Jasper Kunstreich (Hrsg.): Rechtswissenschaft in der Max-Planck-Gesellschaft, 1948–2002 (= Studien zur Geschichte der Max-Planck-Gesellschaft. Nr. 2). 1. Auflage. Nr. 2. Vandenhoeck & Ruprecht, Göttingen 2022, ISBN 978-3-525-30204-0, S. 361–423, doi:10.13109/9783666993718 (vr-elibrary.de [abgerufen am 6. Januar 2023]).
- Eberhard Eichenhofer: Deutsches Sozialrecht nach 1945. Nomos Verlag, Baden-Baden 2023, ISBN 978-3-7489-1699-4, doi:10.5771/9783748916994 (nomos-elibrary.de [abgerufen am 18. Juli 2023]).
- Friederike Föcking: Fürsorge im Wirtschaftsboom. Die Entstehung des Bundessozialhilfegesetzes von 1961. [Teilweise zugleich Dissertation 2003], Verlag Oldenbourg, München 2007, ISBN 3-486-58132-5 (Volltext digital verfügbar).
- Alexander Graser: Den Wandel verwaltet, immerhin: Sozialrecht(swissenschaft) in der Berliner Republik. In: Thomas Duve, Stefan Ruppert (Hrsg.): Rechtswissenschaft in der Berliner Republik. Suhrkamp, Berlin 2018, ISBN 978-3-518-29830-5, S. 297–326.
- Hans Günter Hockerts: Drei Wege deutscher Sozialstaatlichkeit: NS-Diktatur, Bundesrepublik und DDR im Vergleich. In: Schriftenreihe der Vierteljahrshefte für Zeitgeschichte. Band 76. München 1998, ISBN 3-486-70300-5 (degruyter.com [abgerufen am 1. Februar 2019]).
- Ulrich Lohmann: Die Entwicklung des Sozialrechts in der DDR. In: Zur Staats- und Rechtsordnung der DDR. Juristische und sozialwissenschaftliche Beiträge 1977–1996. VS Verlag für Sozialwissenschaften, Wiesbaden 2015, ISBN 978-3-8100-1737-6, doi:10.1007/978-3-322-92623-4 (Erstveröffentlichung in: Beiträge zu den Berichten der Kommission für die Erforschung des sozialen und politischen Wandels in den neuen Bundesländern e. V. (KSPW). Leske + Budrich. Opladen 1996).
- Timothy Mason: Sozialpolitik im Dritten Reich: Arbeiterklasse und Volksgemeinschaft. Westdeutscher Verlag, Opladen 1977, ISBN 3-531-11364-X.
- Gabriele Metzler: Der deutsche Sozialstaat. Vom bismarckschen Erfolgsmodell zum Pflegefall. 2. Auflage. Deutsche Verlags-Anstalt, Stuttgart 2003, ISBN 3-421-05489-4.
- Ivana Mikesic: Sozialrecht als wissenschaftliche Disziplin. Die Anfänge 1918–1933. In: Beiträge zur Rechtsgeschichte des 20. Jahrhunderts. Nr. 36. Mohr Siebeck, Tübingen 2002, ISBN 3-16-147866-5, doi:10.1628/978-3-16-160372-3 (Zugl.: Frankfurt (Main), Univ., Diss., 2001).
- Marje Mülder: Wandel im Sozialrecht – (K)ein Thema für die ATÖR?! In: Sebastian Bretthauer, Christina Henrich, Berit Völzmann, Leonard Wolckenhaar, Sören Zimmermann (Hrsg.): Wandlungen im Öffentlichen Recht. Festschrift zu 60 Jahren Assistententagung – Junge Tagung Öffentliches Recht. Nomos, Baden-Baden 2020, ISBN 978-3-7489-0512-7, S. 507–526, doi:10.5771/9783748905127-507 (nomos-elibrary.de [abgerufen am 28. August 2021]).
- Marie-Luise Recker: Nationalsozialistische Sozialpolitik im Zweiten Weltkrieg. In: Studien zur Zeitgeschichte. Band 29. Oldenbourg, München 1985, ISBN 3-486-52801-7 (Zugl. Teildruck von: Münster (Westfalen), Univ., Habil.-Schr., 1983).
- Gerhard A. Ritter: Der Sozialstaat. Entstehung und Entwicklung im internationalen Vergleich. In: Historische Zeitschrift, Beihefte, Neue Folge. Band 11. Oldenbourg, München 1989, ISBN 3-486-64411-4.
- Gerhard A. Ritter: Der Preis der deutschen Einheit. Die Wiedervereinigung und die Krise des Sozialstaats. C.H. Beck, München 2006, ISBN 3-406-54972-1.
- Christoph Sachße, Florian Tennstedt: Geschichte der Armenfürsorge in Deutschland. Vom Spätmittelalter bis zum Ersten Weltkrieg. 2., verbesserte und erweiterte  Auflage. Band 1. Kohlhammer, Stuttgart 1998, ISBN 3-17-015290-4. – Christoph Sachße, Florian Tennstedt: Geschichte der Armenfürsorge in Deutschland. Fürsorge und Wohlfahrtspflege: 1871–1929. Band 2. Kohlhammer, Stuttgart 1988, ISBN 3-17-010083-1. – Christoph Sachße, Florian Tennstedt: Geschichte der Armenfürsorge in Deutschland. Der Wohlfahrtsstaat im Nationalsozialismus. Band 3. Kohlhammer, Stuttgart 1992, ISBN 3-17-010369-5.
- Michael Stolleis: Geschichte des Sozialrechts in Deutschland. Ein Grundriss. 1. Auflage. Lucius und Lucius, Stuttgart 2003, ISBN 3-8252-2426-0 (leibniz-publik.de). – Englische Ausgabe: Michael Stolleis: History of Social Law in Germany. Springer, Berlin 2014, ISBN 978-3-642-38453-0.